# Johann Friedrich Fritsch
Johann Friedrich Fritsch (ur. 1635, zm. 1680 we Frankfurcie nad Menem) – saski wydawca.
Rodzinną firmę wydawniczą przejął w 1675 roku. Zmarł we Frankfurcie nad Menem podczas targów wydawniczych. Firmę prowadziła wdowa po Fritschu, a w 1693 roku przejął ją jego pasierb, Thomas Fritsch (1666–1726).